# Imen Ben Mhamed
Imen Ben Mhamed, née le 13 novembre 1984 à Kébili, est une femme politique tunisienne, membre de l'assemblée constituante puis de l'Assemblée des représentants du peuple.

## Biographie
Fille d'un exilé politique en Italie, elle le rejoint à l'âge de quatorze ans et ne revient qu'une fois en Tunisie avant la révolution de 2011. Elle est active au sein d'une association de jeunes musulmans dans le sud de l'Italie et du forum des jeunes et de la société civile, et forme des jeunes dans le domaine du rapprochement des religions et des cultures.
Titulaire d'un diplôme de l’université de Rome « La Sapienza » en coopération internationale et développement économique, elle est élue le 23 octobre 2011 à l’assemblée constituante, comme représentante du mouvement Ennahdha dans la circonscription de l'Italie, puis le 26 octobre 2014 à l'Assemblée des représentants du peuple, où elle siège dans les commissions des droits et libertés et des relations extérieures, électorale, des affaires des personnes ayant un handicap et des catégories précaires, ainsi que de la santé et des affaires sociales.